# Алстонов опосум
Алстонов опосум (Micoureus alstoni) врста је сисара из породице опосума (Didelphidae) и истоименог реда Didelphimorphia.

## Распрострањење
Врста је присутна у Белизеу, Гватемали, Колумбији, Костарици, Никарагви, Панами и Хондурасу.

## Станиште
Алстонов опосум има станиште на копну.

## Начин живота
Алстонов опосум прави гнезда. Исхрана врсте укључује инсекте.

## Угроженост
Ова врста није угрожена, и наведена је као последња брига јер има широко распрострањење.

### Популациони тренд
Популација ове врсте је стабилна, судећи по доступним подацима.